# 魅惑のチキルーム
- ディズニーパーク > 東京ディズニーリゾート > 東京ディズニーランド
  - アドベンチャーランド > 魅惑のチキルーム
  - 東京ディズニーランドのアトラクションの一覧 > 魅惑のチキルーム

魅惑のチキルーム（みわくのチキルーム、The Enchanted Tiki Room）は、世界のディズニーパークにあるアトラクション。

## このアトラクションが存在するパーク
- ディズニーランド（ディズニーランド・リゾート）
- マジック・キングダム（ウォルト・ディズニー・ワールド・リゾート）
- 東京ディズニーランド（東京ディズニーリゾート）

## 概要
オーディオアニマトロニクスで動く鳥や花、壁の木彫り人形たちが音楽に合わせて歌うショー形式のアトラクション。
パーク毎ならびに、過去に変更を経たいくつかのバージョンが存在する。

## 各バージョン紹介

### 魅惑のチキルーム
| 魅惑のチキルーム The Enchanted Tiki Room | 魅惑のチキルーム The Enchanted Tiki Room | 魅惑のチキルーム The Enchanted Tiki Room | 魅惑のチキルーム The Enchanted Tiki Room |
| ---------------------------------------- | ---------------------------------------- | ---------------------------------------- | ---------------------------------------- |
| オープン日                               | オープン日                               | 1963年6月23日                            | 1963年6月23日                            |
| スポンサー                               | スポンサー                               | Dole Fruits                              | Dole Fruits                              |
| 所要時間                                 | 所要時間                                 | 約26分（メインショー約16分）             | 約26分（メインショー約16分）             |
| 定員                                     | 定員                                     | 344人                                    | 344人                                    |
| 利用制限                                 |                                          | なし                                     | なし                                     |
| ファストパス                             | ファストパス                             |                                          | 対象外                                   |
| シングルライダー                         | シングルライダー                         |                                          | 対象外                                   |

オーディオアニマトロニクスで動く鳥や花たちが音楽に合わせて歌い踊るショー形式のアトラクション。
初期バージョンは、ハワイアンやポリネシアン音楽を用い、ポリネシア神話に登場する神様"チキ"に関する素直なストーリー展開。現在このバージョンなのはディズニーランドとマジック・キングダム。
ただし、マジック・キングダムは一時期、下記のバージョンを行っていた。また、東京ディズニーランドにおいても1983年4月15日から1999年6月16日まではこのバージョンであった。
日本ではドナルドが声だけだが出演している。
登場キャラクター
- ホセ（声：熊倉一雄）
  - スペイン生まれ。

- ジョニー（声：安原義人）※アメリカ版ではマイケル
  - アメリカ生まれ。

- ピエール （声：安西正弘）
  - フランス生まれ。物まねが得意。

- フリッツ（声：辻村真人）
  - ドイツ生まれ。雷の音が大嫌い。

- ペリー
- モーリア

使用楽曲
- チキ・チキ・チキ・ルーム
- 小鳥のように歌おうよ
- ハワイアン・ウォー・チャント
- ハイ・ホー

### 魅惑のチキルーム（アンダー・ニュー・マネージメント）
| 魅惑のチキルーム The Enchanted Tiki Room (Under New Management) | 魅惑のチキルーム The Enchanted Tiki Room (Under New Management) | 魅惑のチキルーム The Enchanted Tiki Room (Under New Management) | 魅惑のチキルーム The Enchanted Tiki Room (Under New Management) |
| --------------------------------------------------------------- | --------------------------------------------------------------- | --------------------------------------------------------------- | --------------------------------------------------------------- |
| オープン日                                                      | オープン日                                                      | 1998年4月5日                                                    | 1998年4月5日                                                    |
| クローズ日                                                      | クローズ日                                                      | 2011年1月12日                                                   | 2011年1月12日                                                   |
| スポンサー                                                      | スポンサー                                                      | Dole Fruits                                                     | Dole Fruits                                                     |
| 所要時間                                                        | 所要時間                                                        | 約10分                                                          | 約10分                                                          |
| 定員                                                            | 定員                                                            | 344人                                                           | 344人                                                           |
| 利用制限                                                        |                                                                 | なし                                                            | なし                                                            |
| ファストパス                                                    | ファストパス                                                    |                                                                 | 対象外                                                          |
| シングルライダー                                                | シングルライダー                                                |                                                                 | 対象外                                                          |

1998年4月5日から2011年1月12日までマジック・キングダムで採用されたバージョン。
ディズニー映画『アラジン』に登場するオウム「イアーゴ」とディズニー映画『ライオンキング』に登場するサイチョウ「ザズー」という2羽の鳥が新たに「チキルーム」のオーナーとして登場する。それ以外のセットや演出等にはほとんど変化は見られない。
マジック・キングダムでしか見られないバージョンであったが、2011年1月に発生した火災を機にクローズ。後日、マジック・キングダム開園40周年を記念し、2011年8月16日に初期バージョンに戻して再開することが発表され、今では見ることはできないバージョンとなっている。

### 魅惑のチキルーム “ゲット・ザ・フィーバー”
1999年10月15日から2008年1月27日まで、東京ディズニーランドで採用されたバージョン。

### 魅惑のチキルーム：スティッチ・プレゼンツ “アロハ・エ・コモ・マイ!”
| 魅惑のチキルーム：スティッチ・プレゼンツ“アロハ・エ・コモ・マイ!” The Enchanted Tiki Room: Stitch Presents "Aloha E Komo Mai!" | 魅惑のチキルーム：スティッチ・プレゼンツ“アロハ・エ・コモ・マイ!” The Enchanted Tiki Room: Stitch Presents "Aloha E Komo Mai!" | 魅惑のチキルーム：スティッチ・プレゼンツ“アロハ・エ・コモ・マイ!” The Enchanted Tiki Room: Stitch Presents "Aloha E Komo Mai!" | 魅惑のチキルーム：スティッチ・プレゼンツ“アロハ・エ・コモ・マイ!” The Enchanted Tiki Room: Stitch Presents "Aloha E Komo Mai!" |
| --- | --- | --- | --- |
| オープン日 | オープン日 | 2008年7月25日 | 2008年7月25日 |
| スポンサー | スポンサー | みずほ証券 | みずほ証券 |
| 所要時間 | 所要時間 | 約10分 | 約10分 |
| 定員 | 定員 | 318人 | 318人 |
| 利用制限 | | なし | なし |
| ファストパス | ファストパス | | 対象外 |
| シングルライダー | シングルライダー | | 対象外 |

2008年7月25日以降、東京ディズニーランドで採用されているバージョン。
ディズニー映画『リロ・アンド・スティッチ』に登場するスティッチが主人公として登場、歌を披露する演出となった。スティッチはショー開始当初は行方不明になっているという設定で、建物の内壁にはスティッチの足跡、建物の庭にある宇宙船と共に、リロによる手配書がたくさん張られている。中央に登場するスティッチは大きく感じるが、これは実際の大きさであり、ショーの間はとても細かな動きをする。このスティッチだが、フロリダのマジック・キングダムに存在する『Stitch's Great Escape!（スティッチの大脱走）』のスティッチをリメイクしたものとなっている。マジック・キングダム版では、触角と腕が横腹から生えた初期の姿になっていて、チキルーム版はそれらが無くなり、かなり愛らしい姿に変更されている。また、プレショーがなくなっている。
リニューアルオープンしてしばらくの間、出口付近に貼られているポスターにはテレビアニメ版『スティッチ!』に登場するユウナと舞台であるイザヨイ島の名前が書かれているものがあったが、後に撤去された。2008年あたりにはユウナの手配書もあったが現在は撤去されている。
なお東京ディズニーランドでのスポンサーは1983年の開設時から2000年までは新日本証券、その後合併・商号変更で新光証券となり、さらに合併、商号変更後の2009年よりみずほ証券となっている。
ストーリー
ハワイからやってきた“Birds of Paradise”の4羽の鳥が歌うショー。
まずは、ハワイアン・ローラーコースターライドでみなさんにご挨拶と思いきや、突然の停電。すぐに復旧するが、窓に落書きが浮かび上がる。
マヌは、チキの神様の仕業だと主張するが、よく見ると窓の落書きは「Aloha E Komo Mai」（ハワイ語で「こんにちは、ようこそ」の意）と書いてある。これは、次に歌う曲のタイトルでもあったが、誰かのイタズラで歌は台無しにされてしまう。
そして、ワハヌイの「イタズラしてる奴は誰だ!?出て来い！」という言葉でついに、スティッチが姿を現す。
登場キャラクター
“Birds of Paradise”
マヌ
ハワイ語で「鳥」を表す。青い鳥で眼鏡をかけている。ワイキキで出会った鳥たちと一緒に歌う。臆病。
マヒナ
ハワイ語で「月」を表す。ピンクの鳥で花飾りをつけている。木の枝にハートマーク。ソロのほとんどを歌っている。紅一点。優しいお姉さんキャラ。
ワハヌイ
ハワイ語で「おしゃべりな口」を表す。体のほとんどが緑で、翼の中央のみ赤。本当におしゃべり屋で“ビッグ・カフーナ”を怒らせるような言動をとる。
ハウオリ
ハワイ語で「幸せ」を表す。4羽の中のリーダー。背中と羽の付け根と尾は赤、腹は黄色。羽の先と尾の付け根は青、羽の真ん中は緑である。皆のリーダー的存在。
スティッチ
「リロ・アンド・スティッチ」に出てくるジャンバが作った試作品626号。ある日、突然行方不明になってしまったらしい。
ウイング・ワヒネ
マヌと一緒に歌う、ワイキキからやってきたコーラスガールズ。マヌは彼女たちを「ワイキキのかわいこちゃんたち」と呼ぶ。

## トリビア
- 柱、花にもオーディオアニマトロニクスが仕掛けられており、4匹の横にいる鳥も歌う。
- 庭に座れる岩は冬になると暖かくなる
- ショー中にペンキで「Aloha E Komo Mai」と書かれるがブラックライトで表示している。スティッチが登場するシーンでは雷の演出が入るため、消える。

使用楽曲
- ハワイアン・ローラーコースターライド - 『リロ・アンド・スティッチ』より

本曲の日本語訳詞版が使用されているのは東京版の当アトラクションが唯一である。
- アロハ・エ・コモ・マイ -  『スティッチ!ザ・ムービー（Stitch! The Movie）』より
- タフアフアイ
- ワイキキの浜辺で